# بار (سويسرا)
بار (بالفرنسية: Baar, Switzerland)‏ هي واحدة من بلديات كانتون تسوغ في سويسرا.

## أعلام
- مارتن شميد
- دانييلا دياز
- ايفون جيلي
- مانو كوش
- كورت شميد